# Saillans (Drôme)
Saillans ist eine französische Gemeinde mit 1459 Einwohnern (Stand 1. Januar 2022) im Département Drôme in der Region Auvergne-Rhône-Alpes. Sie gehört zum Arrondissement Die und ist Mitglied im Gemeindeverband Communauté de communes du Crestois et du Pays de Saillans - Cœur de Drôme.
Die Gemeinde entstand mit Wirkung vom 1. Januar 2025 als Commune nouvelle durch Zusammenlegung der bis dahin selbstständigen Gemeinden Saillans und Véronne, die keinen Status als Communes déléguées besitzen. Der Verwaltungssitz befindet sich in Saillans.

## Gemeindegliederung
| Ortsteil                   | Ehemaliger INSEE-Code | PLZ   | Fläche (km²) | Einwohnerzahl (2022) |
| -------------------------- | --------------------- | ----- | ------------ | -------------------- |
| Saillans (Verwaltungssitz) | 26289                 | 26340 | 14,84        | 1.421                |
| Véronne                    | 26371                 | 26340 | 21,31        | 0038                 |

## Geografie
Saillans liegt etwa 36 Kilometer südöstlich von Valence, etwa 15 Kilometer westsüdwestlich von Die und etwa 38 Kilometer nordnordöstlich von Nyons in der Région naturelle des Diois im Südwesten der historischen Landschaft der Dauphiné.
Die Gemeinde befindet sich im Einzugsgebiet der Rhone. Ihr Gebiet wird entwässert von der Drôme, die es im südlichen Teil von Ost nach West in einem breiten Tal durchströmt, und von verschiedenen kleineren Nebenflüssen.
Das Bodenrelief zeigt die gebirgige Landschaft der provenzalischen Voralpen, die von der Drôme und ihren Nebenflüssen eingeschnitten wird. Im Nordosten wird das Gemeindegebiet vom Massif du Grand Barry nach Osten begrenzt. Dort wird auch die höchste Erhebung der Gemeinde mit 1109 m gemessen. Das Zentrum liegt auf etwa 270 m Höhe am rechten Ufer der Drôme. Die niedrigste Stelle liegt mit 232 m im äußersten Südwesten beim Austritt der Drôme aus dem Gemeindegebiet.
Teile des Gebiets von Saillans gehören zu sechs ZNIEFF-Naturzonen.
Umgeben wird Saillans von den neun Nachbargemeinden:
| Montclar-sur-Gervanne | Eygluy-Escoulin                             | Pontaix          |
| Mirabel-et-Blacons    | Kompassrose, die auf Nachbargemeinden zeigt | Vercheny Espenel |
| Aubenasson            | Chastel-Arnaud Saint-Sauveur-en-Diois       |                  |

## Sehenswürdigkeiten
| Name                           | Ort      | Bemerkungen                                            | Bild |
| ------------------------------ | -------- | ------------------------------------------------------ | ---- |
| gallorömischer Meilenstein     | Saillans | als Monument historique klassifiziert                  |      |
| Römische Inschrift             | Saillans |                                                        |      |
| Romanische Kirche Saint-Géraud | Saillans | 12. Jahrhundert, als Monument historique klassifiziert |      |
| Kapelle Notre-Dame-de-l’Aumône | Saillans | 19. Jahrhundert                                        |      |
| Kapelle Saint-Moirans          | Saillans |                                                        |      |
| Geburtskirche                  | Véronne  |                                                        |      |

## Sport und Freizeit
- Der GR 9, ein rund 990 Kilometer langer Fernwanderweg von Saint-Amour (Département Jura) nach Port Grimaud (Département Var) durchquert das Gemeindegebiet

- Der rund 81 Kilometer lange Fernwanderweg GR 95 startet in Saillans und führt nach Lus-la-Croix-Haute (Département Drôme).[4]

## Bildung
Die Gemeinde verfügt über eine öffentliche Vor- und Grundschule „Diane Lometto“ (École primaire).

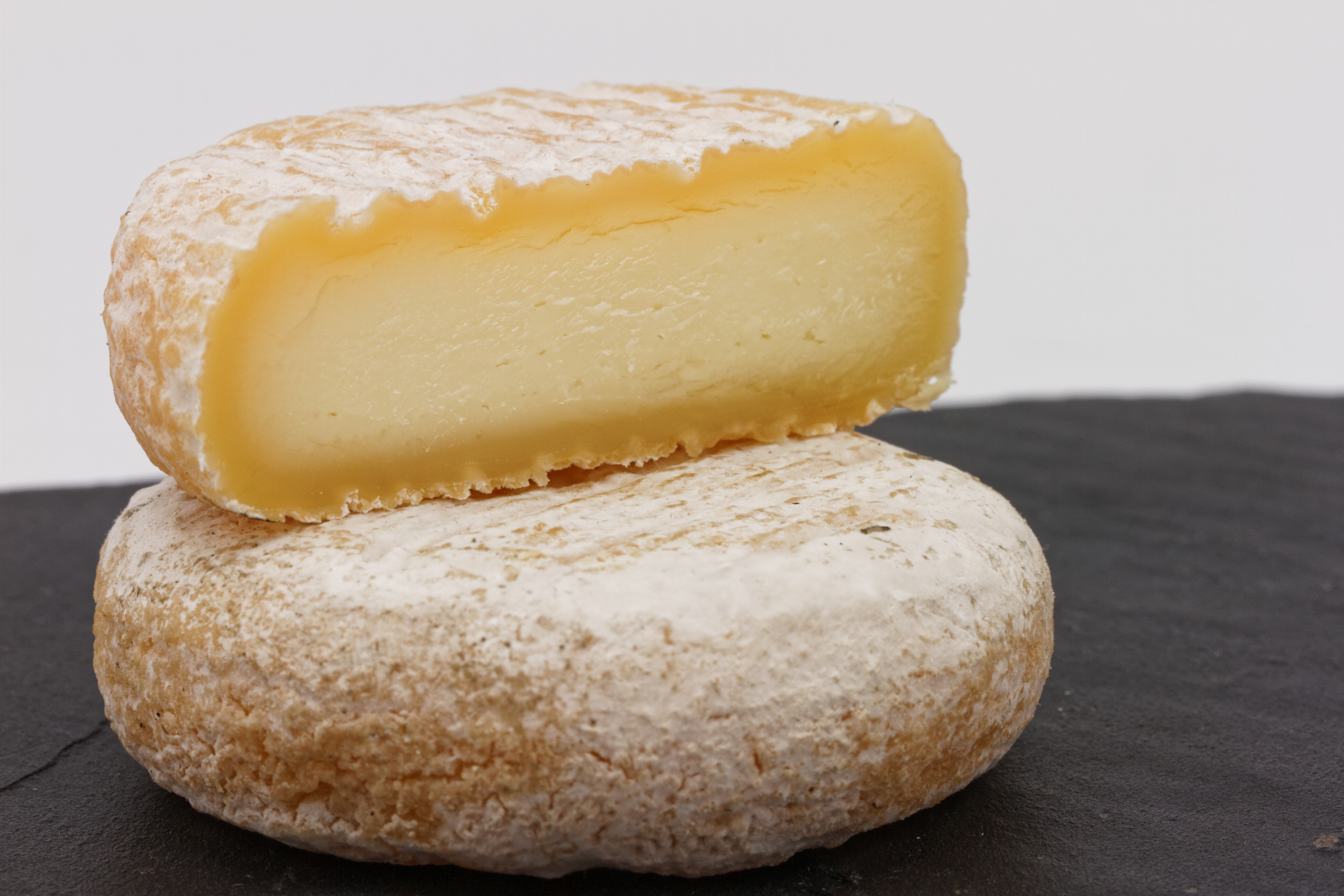
Picodon

## Wirtschaft
Saillans liegt in den Zonen AOC
- des Clairette de Die, ein Schaumweins mit der allfälligen Appellation méthode ancestrale,
- des Crémant de Die, ein Schaumwein,
- des Coteaux de Die, ein trockener Weißwein und
- des Picodon, ein Rohmilchkäse aus Ziegenmilch.[6]

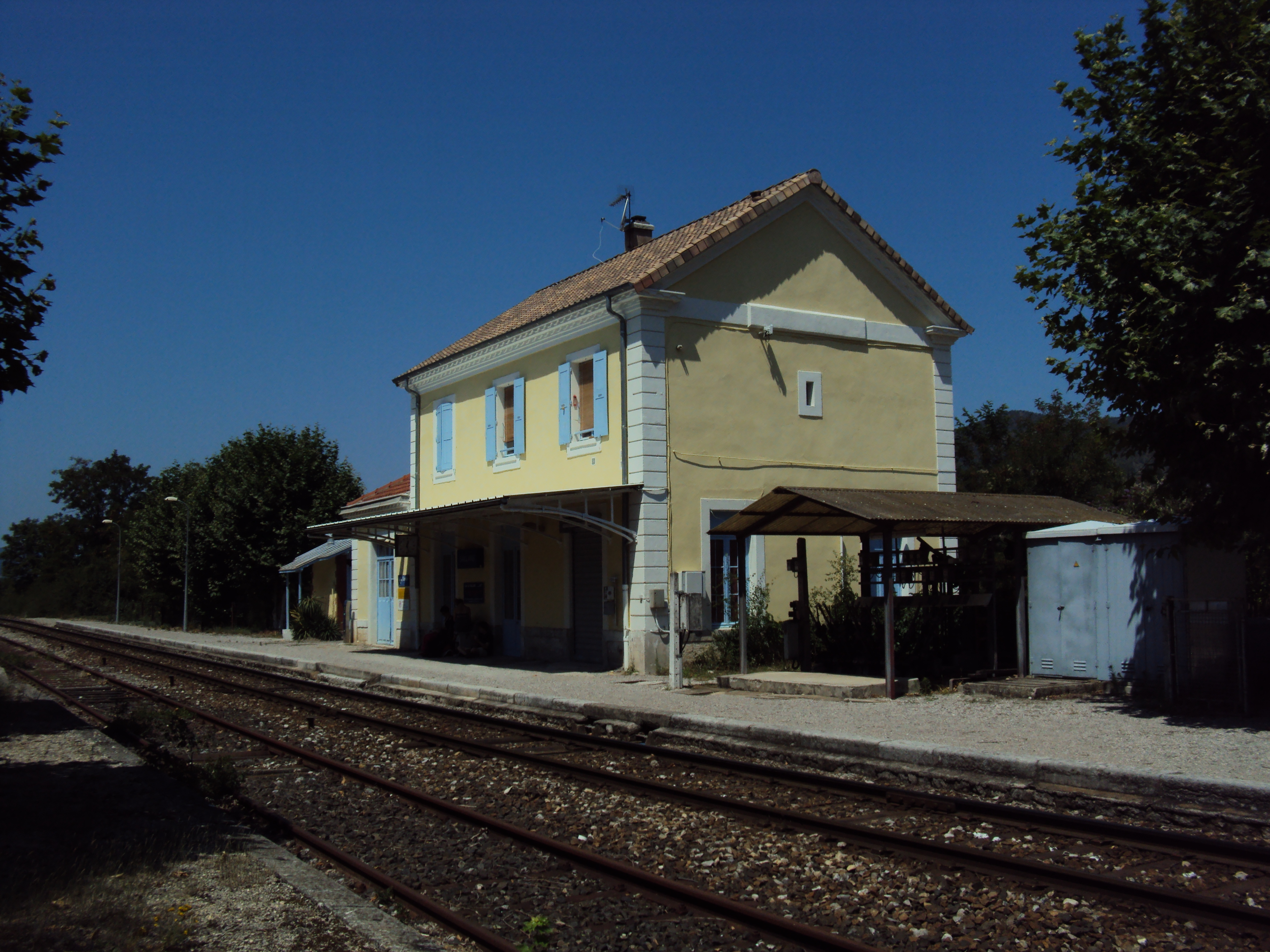
Haltepunkt in Saillans

## Verkehr
Die Departementsstraße D 93, die ehemalige Route nationale 93 von Livron-sur-Drôme über Mirabel-et-Blacons nach Aspres-sur-Buëch (Département Hautes-Alpes) über Espenel und Vercheny, führt an der Drôme entlang und durchquert Saillans von West nach Ost. Die Departementsstraße D 156 führt südlich in Richtung Chastel-Arnaud. Nachgeordnete Departementsstraßen und lokale Landstraßen verbinden die Ortsteile miteinander und mit weiteren Nachbargemeinden.
Busse zweier regulärer Linien der Transportgesellschaft Keolis im Auftrag der Region Auvergne-Rhône-Alpes verbinden Saillans mit den Orten Die und Valence über Crest. Anruflinienbusse (Transport á la demande) komplettieren das Angebot des Öffentlichen Personennahverkehrs.
Die Gemeinde verfügt über einen Haltepunkt an der Bahnstrecke Livron–Aspres-sur-Buëch, der von Zügen einer Linie des TER Auvergne-Rhône-Alpes angefahren wird, die zwischen Gap über Die und Romans-sur-Isère über Valence und dem Bahnhof Valence TGV verkehren.